# Prix Arkema
Le prix Arkema (nom complet : Prix Arkema de l’innovation en chimie pour des matériaux durables) créé en 2021 et doté de 25 000 € est un prix scientifique décerné tous les ans par l’Académie des sciences,.

## Description
Ce prix
récompense des avancées scientifiques déterminantes
dans l’élaboration, la caractérisation, la compréhension ou la mise en œuvre de
matériaux durables, c’est-à-dire des matériaux dont le cycle de vie, et l’utilisation
conduisent à un bénéfice environnemental par rapport à l’existant. Ces bénéfices
pourraient concerner, par exemple et de façon non exclusive, les bioressources, le
recyclage, l’utilisation de matériaux efficaces et légers dans le domaine des énergies
renouvelables, de la construction ou de la mobilité durable. En encourageant la
recherche sur ces thématiques, le Prix souligne la contribution essentielle de la chimie à
une économie décarbonée. Ce prix annuel est attribué à une ou un scientifique de nationalité française
de moins de 45 ans exerçant dans un laboratoire ou centre de
recherche public ou privé situé sur le territoire national.

## Lauréats
- 2024 : Markus Antonietti (de), directeur à l’Institut Max-Planck de recherche sur les colloïdes et interfaces[4].
- 2023 : Julien Bras, Professeur à Grenoble INP-Pagora et chercheur au Laboratoire de génie des procédés pour la bioraffinerie, les matériaux bio-sourcés et l'impression fonctionnelle (LGP2, CNRS/Université Grenoble Alpes).
- 2022 :  Lydéric Bocquet, Directeur de recherche CNRS au Laboratoire de physique de l’École normale supérieure (ENS-PSL/CNRS/Sorbonne Université/Université Paris Cité)